# Apri tutte le porte
Apri tutte le porte è un singolo del cantante italiano Gianni Morandi, pubblicato il 2 febbraio 2022 come secondo estratto dal suo quarantunesimo album in studio Evviva!.
Composto da Jovanotti, il brano è stato eseguito in gara al Festival di Sanremo 2022 durante la prima serata della kermesse musicale. Al termine del festival il brano ha raggiunto il podio, posizionandosi al terzo posto della classifica finale e vincendo il Premio della Sala Stampa Radio-TV-Web "Lucio Dalla". In radio ha debuttato all'undicesima posizione.

## Video musicale
Il video musicale, diretto da Leandro Manuel Emede, è stato pubblicato in concomitanza del lancio del singolo sul canale YouTube del cantante. Morandi ha descritto così il video:

## Tracce
Testi di Lorenzo Cherubini, musiche di Lorenzo Cherubini, Riccardo Onori.
1. Apri tutte le porte – 3:43

## Classifiche

### Classifiche settimanali
| Classifica (2022) | Posizione massima |
| ----------------- | ----------------- |
| Italia            | 8                 |

### Classifiche di fine anno
| Classifica (2022) | Posizione |
| ----------------- | --------- |
| Italia            | 92        |